# Cecilia Ehrling
Sarah Cecilia Ehrling Danermark, född Ehrling den 22 maj 1984 i Gävle, är en svensk tävlingsdansare. 
Hon vann Let's Dance 2007 tillsammans med danspartnern Martin Lidberg. Paret deltog i Eurovision Dance Contest där de kom på fjortonde plats samma år. Ehrling deltog i Let's Dance 2008 i par med Richard Herrey. Hon deltog även i Let's Dance 2010 och dansade sig till förstaplatsen tillsammans med Mattias Andréasson. 2011 deltog hon tillsammans med Idoljuryns Anders Bagge. Under säsongen 2012 deltog hon tillsammans med Anders Timell. Paret slutade på sjätte plats i tävlingen. Ett år senare kammade hon hem vinsten i Let's Dance 2013 tillsammans med Markoolio som sin danspartner, vilket blev hennes tredje vinst i tävlingen. I Let's Dance 2014 tillsammans med Steffo Törnquist som sin danspartner kom hon på andra plats. I Let's Dance 2015 tog hon sin fjärde vinst, denna gång med danspartnern Ingemar Stenmark. I Let's Dance 2022 deltar hon med Markus Granseth.
Hon gifte sig den 26 november 2016 med Fredrik Danermark. Paret har en son född 2018.
Hon var en av deltagarna i Hela kändis-Sverige bakar 2017 i TV4.

## Vinster i Let's Dance
| Säsong | År   | Partner            |
| ------ | ---- | ------------------ |
| 2      | 2007 | Martin Lidberg     |
| 5      | 2010 | Mattias Andréasson |
| 8      | 2013 | Markoolio          |
| 10     | 2015 | Ingemar Stenmark   |